# 미쓰GO
미쓰GO는 2012년 개봉한 대한민국의 코미디 영화인데 애초 정범식 감독이 메가폰을 잡는 한편<미쓰고 프로젝트>란 이름으로 제작에 들어갔지만 정 감독의 건강악화 탓인지 박철관 감독으로 변경됐다.
이 과정에서 원래 출연키로 한 최민식이 하차했으며  당시 최민식 자리에는 박신양이 대타로 들어갔다. 
이런 혼란 탓인지 61만 관객을 모으는 데 그치며  흥행에 실패했다.

## 줄거리
소심하고 사회 공포증이 심한 만화가 천수로. 그녀는 늘 불안 발작에 시달리며, 타인과의 교류를 극도로 어려워한다. 그나마 의지하던 언니마저 해외로 떠나자, 수로는 부산항에서 또다시 발작을 겪는다. 이때 한 수녀가 나타나 약을 건네고, 이후 수녀는 좋아하는 남자에게 꽃과 케이크를 전달해달라는 부탁을 한다.
수로는 영문도 모른 채 호텔 방에 배달을 가게 되는데, 문이 살짝 열려 있는 틈으로 들어가자 의자에 칼에 찔려 죽어있는 남자를 발견한다. 당황한 사이 세 남자가 들이닥치지만, 수로는 간신히 그곳을 빠져나온다. 
하지만 이제 수로는 경찰과 두 거대 범죄 조직 모두에게 쫓기는 신세가 된다. 경찰은 그녀를 4200만 달러 규모의 마약 거래에 연루된 공범으로 의심하고, 두 조직은 케이크 상자 안에 숨겨져 있던 마약을 되찾으려 혈안이 되어 있다. 졸지에 범죄에 휘말린 수로는 어쩔 수 없이 사회 공포증을 극복하며 경찰과 범죄 조직으로부터 도망쳐야 하는 상황에 놓인다. 그러던 중 만난 다섯 남자의 도움으로 수로는 점차 범죄의 여왕으로 변화해간다.

## 캐스팅
- 고현정 - 천수로
- 유해진 - 빨간구두
- 성동일 - 성반장
- 이문식 - 사영철
- 고창석 - 소형사
- 김병철 - 독개구리
- 조석현 - 방형사
- 하재숙 - 영심
- 김혜원 - 어린 천수로